# The Redbury New York

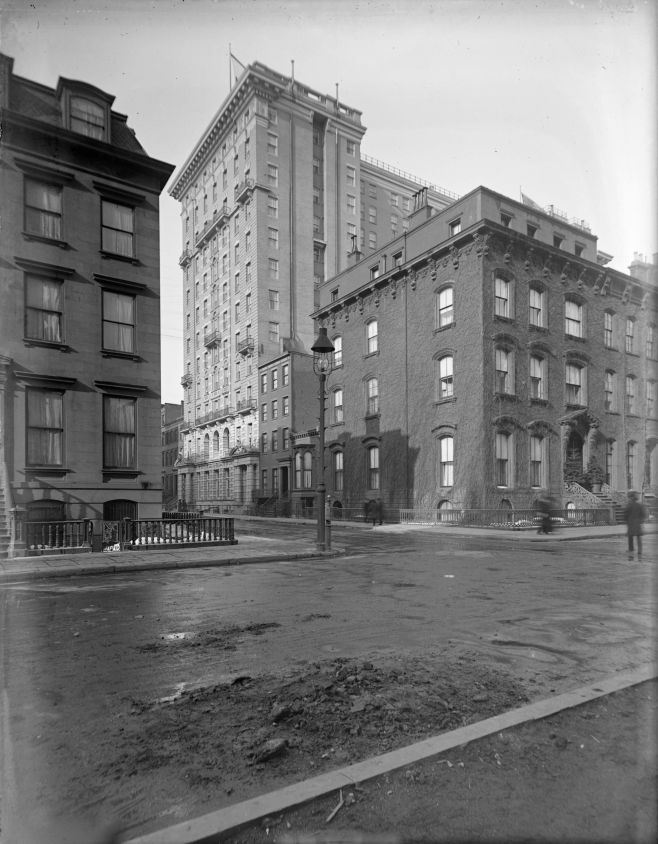
Martha Washington Hotel en febrero de 1903, poco después de que se completara la construcción

The Redbury New York (anteriormente, Women's Hotel, Martha Washington Hotel, Hotel Thirty Thirty, Hotel Lola y King & Grove New York) es un hotel histórico en 29 East 29th Street, entre Madison Avenue y Park Avenue South en el vecindario NoMad. de Manhattan, ciudad de Nueva York. Fue construido entre 1901 y 1903 y fue diseñado por Robert W. Gibson en estilo Renaissance Revival para Women's Hotel Company. Originalmente era un hotel solo para mujeres .

## Historia
Fue diseñado por el arquitecto Robert W. Gibson e inaugurado el 2 de marzo de 1903 como el primer hotel de la ciudad exclusivamente para mujeres, atendiendo tanto a huéspedes temporales como a residentes permanentes. Originalmente tenía 416 habitaciones y casi de inmediato se ocupó por completo, con más de 200 nombres en lista de espera.
El 19 de junio de 2012, fue designado monumento histórico por la Comisión de Preservación de Monumentos Históricos de la Ciudad de Nueva York . El nombre original era "Hotel de mujeres", y los nombres posteriores (después de "Martha Washington Hotel") incluyen "Hotel Thirty Thirty" (2003), "Hotel Lola" (2011) y "King & Grove New York" (2012).
El 21 de mayo de 2014, King & Grove Hotels anunció que cambiaría la marca de todos sus hoteles con el nombre de "Chelsea Hotels", y que King & Grove New York se relanzaría como "Martha Washington Hotel" en agosto de 2014.Como parte del proyecto, el nivel del vestíbulo del hotel fue completamente rediseñado de manera moderna e incluye un nuevo restaurante, "Marta", dirigido por Union Square Hospitality Group de Danny Meyer. El hotel restaurado tiene más de 6,000 pies cuadrados de espacio para eventos.[cita requerida]
Fue vendido a CIM en 2015 por 158 millones de dólares. Cambiaron el nombre del hotel a "The Redbury New York Hotel" a principios de 2016.

## Residentes notables
La poetisa Sara Teasdale se hospedó aquí durante sus visitas a Nueva York desde principios de 1913 en adelante. Incluso después de su matrimonio con Ernst Filsinger en diciembre de 1914, Teasdale a menudo optaba por quedarse en el hotel. La actriz Louise Brooks vivió aquí después de ser desalojada del Hotel Algonquin, y la editora Louise E. Dew también era residente.
Tiene una conexión con la actriz Veronica Lake. Una de las actrices más rentables de Hollywood de la década de 1940, Lake ya no podía continuar trabajando como actriz en 1952 debido a su difícil reputación; Raymond Chandler se refirió a ella como "Moronica Lake". Después de divorciarse de su esposo, vagó entre hoteles baratos en Brooklyn y la ciudad de Nueva York y fue arrestada varias veces por embriaguez pública y alteración del orden público. Un reportero la encontró trabajando como camarera en el Martha Washington Hotel para mujeres en Manhattan. Al principio, Lake afirmó que ella era una invitada en el hotel y que encubría a un amigo. Poco después, admitió que trabajaba en el bar. La historia ampliamente distribuida del reportero dio lugar a algunas apariciones en televisión y teatro.
Sirvió como sede del Consejo Interurbano de Sufragio Femenino desde 1907.

## En la cultura popular
- El hotel aparece en la película Valley of the Dolls ;[1] Anne Welles se quedó allí después de llegar a Nueva York por primera vez.
- El salón de baile del primer piso en el lado de la calle 29 del hotel, en 29 East 29th Street, fue la tercera ubicación del club nocturno Danceteria, de 1989 a 1992.
- El protagonista de la novela Daddy-Long-Legs de Jean Webster se hospedo aquí durante una visita a Nueva York.